# Genesis 1970-1975
Genesis 1970-1975 es la una caja de CD del grupo de rock progresivo británico Genesis. La caja incluye cinco álbumes y fue publicada en noviembre de 2008 por EMI internacional y por Atlantic Records en Norteamérica.
La colección abarca los álbumes de la era de Peter Gabriel en nuevas versiones remezcladas: Trespass, Nursery Cryme, Foxtrot, Selling England by the Pound y The Lamb Lies Down on Broadway. Como es el caso de las cajas de CD anteriores del grupo, cada álbum vendrá con un DVD asociado incluyendo versiones de los álbumes con sonido envolvente 5.1, galerías de fotos y entrevistas.

## Trespass
1. "Looking for Someone" - 7:02
2. "White Mountain" - 6:44
3. "Visions of Angels" - 6:51
4. "Stagnation" - 8:46
5. "Dusk" - 4:11
6. "The Knife" - 8:53

### DVD con extras visuales
1. Reissues Interview 2007

## Nursery Cryme
1. "The Musical Box" - 10:31
2. "For Absent Friends" - 1:48
3. "The Return of the Giant Hogweed" - 8:09
4. "Seven Stones" - 5:09
5. "Harold the Barrel" - 3:00
6. "Harlequin" - 2:56
7. "The Fountain of Salmacis" - 8:00

### DVD con extras visuales
1. Reissues Interview 2007

## Foxtrot
1. "Watcher of the Skies" - 7:22
2. "Time Table" - 4:46
3. "Get 'Em Out by Friday" - 8:36
4. "Can-Utility and the Coastliners" - 5:45
5. "Horizons" - 1:41
6. "Supper's Ready" - 23:04
  - "Lover's Leap"
  - "The Guaranteed Eternal Sanctuary Man"
  - "Ikhnaton and Itsacon and Their Band of Merry Men"
  - "How Dare I Be So Beautiful?"
  - "Willow Farm"
  - "Apocalypse in 9/8 (Co-Starring the Delicious Talents of Gabble Ratchet)"
  - "As Sure As Eggs Is Eggs (Aching Men's Feet)"

### DVD con extras visuales
1. Reissues Interview 2007
2. Pop Shop 1972: (The Fountain of Salmacis, Twilight Alehouse, The Musical Box, The Return of the Giant Hogweed)
3. Italian Television 1972: (Stagnation)

## Selling England by the Pound
1. "Dancing with the Moonlit Knight" - 8:02
2. "I Know What I Like (In Your Wardrobe)" - 4:10
3. "Firth of Fifth" - 9:35
4. "More Fool Me" - 3:10
5. "The Battle of Epping Forest" - 11:44
6. "After the Ordeal" - 4:15
7. "The Cinema Show" - 10:41
8. "Aisle Of Plenty" - 1:56

### DVD con extras visuales
1. Reissues Interview 2007
2. Genesis In Concert 1973: (Watcher of the Skies, Dancing with the Moonlit Knight, I Know What I Like, The Musical Box, Supper's Ready)
3. French Television 1973: (The Musical Box, Supper's Ready, The Return of the Giant Hogweed, The Knife)

## The Lamb Lies Down on Broadway

### Disco 1
1. "The Lamb Lies Down on Broadway" - 4:51
2. "Fly on a Windshield" - 2:44
3. "Broadway Melody of 1974" - 2:11
4. "Cuckoo Cocoon" - 2:13
5. "In the Cage" - 8:09
6. "The Grand Parade of Lifeless Packaging" - 2:44
7. "Back in N.Y.C." - 5:36
8. "Hairless Heart" - 2:06
9. "Counting Out Time" - 4:12
10. "The Carpet Crawlers" - 5:11
11. "The Chamber of 32 Doors" - 5:40

### Disco 2
1. "Lilywhite Lilith" - 2:48
2. "The Waiting Room" - 5:15
3. "Anyway" - 3:08
4. "Here Comes the Supernatural Anaesthetist" - 2:56
5. "The Lamia" - 6:56
6. "Silent Sorrow in Empty Boats" - 2:58
7. "The Colony of Slippermen" - 8:11
  - "The Arrival"
  - "A Visit to the Doktor"
  - "The Raven"
8. "Ravine" - 2:06
9. "The Light Dies Down on Broadway" - 3:32
10. "Riding the Scree" - 4:06
11. "In the Rapids" - 2:18
12. "It" - 4:17

### DVD con extras visuales
1. Reissues Interview 2007
2. Melody 1974: (I Know What I Like, Supper's Ready)
3. Slides
4. Photos

## Temas extra de 1970 a 1975
1. "Happy the Man" - 3:10
2. "Twilight Alehouse" - 7:48
3. "Going Out to Get You" - 4:55
4. "Shepherd" - 4:04
5. "Pacidy" - 5:44
6. "Let Us Now Make Love" - 6:16
7. "Provocation" - 4:10
8. "Frustration" - 3:42
9. "Manipulation" - 3:49
10. "Resignation" - 3:01

### DVD con extras visuales
1. Reissues Interview 2007
2. VH1 Documentary 1998: Genesis Archive 1967-75
3. Midnight Special 1973: Watcher of the Skies, The Musical Box